# 阿斐 (加利福尼亞州)
阿斐（英語：Ophir）是位於美國加利福尼亞州普萊瑟縣的一個非建制地區。該地的面積和人口皆未知。

## 地理
阿斐的座標為38°53′28″N 121°07′25″W / 38.89111°N 121.12361°W，而該地的平均海拔高度為208米（即682英尺）。